# Ljuskantad slånsäckmal
Ljuskantad slånsäckmal (Coleophora adjectella) är en fjärilsart som beskrevs av Herrich-Schäffer 1855. Ljuskantad slånsäckmal ingår i släktet Coleophora, och familjen säckmalar. Arten är reproducerande i Sverige.